# Пророцтво про Судний день
«Пророцтво про Судний день» (англ. Doomsday Prophecy) — канадський науково-фантастичний телевізійний фільм-катастрофа 2011 р. режисера Джейсона Бурка з Джуел Стейт, Аланом Дейлом та Ейджеєм Баклі в головній ролі.

## Сюжет
В руки коректора Еріка Фокса потрапляє загадковий артефакт, що викликає у нього бачення апокаліпсису. Об'єднавшись з археологом Брук Келвін, Фокс намагається розгадати таємницю артефакту і врятувати світ, ховаючись при цьому від урядових агентів.

## Ролі
- Джуел Стейт — Брук Кельвін
- Алан Дейл — генерал Дейл
- Ей Джей Баклі — Ерік Фокс
- Гордон Тутузіз — Джон
- Метью Кевін Андерсон — Денніс Джонсон
- Рік Раванелло — Хеннінг
- Брюс Рамсей — Гарсіа
- Хіро Канагава — доктор Йейтс
- Джеррі Вассерман — Сем Ловел
- Девід Річмонд-Пек — доктор Спаркс

## Критика
Рейтинг фільму на сайті IMDb — 3,9/10.